# Marine-Frontspange

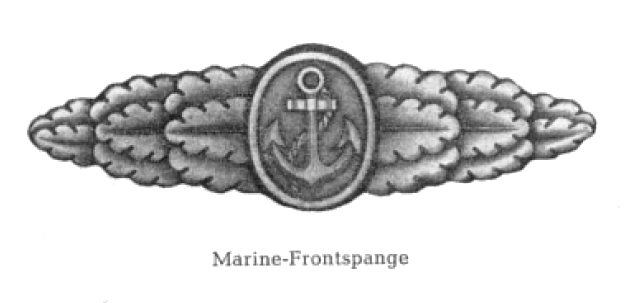
Abbildung der Marine-Frontspange

Die Marine-Frontspange wurde am 19. Mai 1944 vom Oberbefehlshaber der Kriegsmarine Karl Dönitz gestiftet und konnte an Angehörige der Kriegsmarine nach längerer Bewährung im Fronteinsatz verliehen werden.
Voraussetzung war eine fünffache Erfüllung der Verleihungsbedingungen für die Kriegsabzeichen der Kriegsmarine.
Die Auszeichnung besteht aus einer länglichen Spange mit einem Medaillon, in dem ein Anker zu sehen ist. Links und rechts vom Medaillon befinden sich je acht etwas übereinander verschobene Eichenblätter. Rückseitig ist die Spange glatt.
Getragen wurde die Spange über der Ordensschnalle.